# Nhật thực 21 tháng 9, 2025
| ←29 tháng 3, 2025 | 17 tháng 2, 2026 → |
| ----------------- | ------------------ |

Nhật thực một phần sẽ xảy ra vào ngày 21 tháng 9 năm 2025. Nhật thực xảy ra khi Mặt Trăng đi qua giữa Trái Đất và Mặt Trời, do đó che khuất hoàn toàn hoặc một phần hình ảnh của Mặt Trời đối với người xem trên Trái Đất. Nhật thực một phần xảy ra ở các vùng cực của Trái Đất khi tâm của bóng Mặt Trăng trượt khỏi Trái Đất.

## Hình ảnh
Đường đi phác thảo

## Các nguyệt thực khác
Mỗi một lượt trong chuỗi chu kỳ nhật thực lặp lại sau khoảng 177 ngày và 4 giờ (một chu kỳ) tại các giao điểm xen kẽ của quỹ đạo Mặt Trăng.
| Nhật thực từ năm 2022 đến 2025 | Nhật thực từ năm 2022 đến 2025 | Nhật thực từ năm 2022 đến 2025 | Nhật thực từ năm 2022 đến 2025 | Nhật thực từ năm 2022 đến 2025 | Nhật thực từ năm 2022 đến 2025 |
| ------------------------------ | ------------------------------ | ------------------------------ | ------------------------------ | ------------------------------ | ------------------------------ |
| Điểm nút giảm                  | Điểm nút giảm                  |                                | Điểm nút tăng                  | Điểm nút tăng                  |                                |
| 119                            | 30 tháng 4, 2022 Một phần      | 124                            | 25 tháng 10, 2022 Một phần     |                                |                                |
| 129                            | 20 tháng 4, 2023 Hybrid        | 134                            | 14 tháng 10, 2023 Hình khuyên  |                                |                                |
| 139                            | 8 tháng 4, 2024 Toàn phần      | 144                            | 2 tháng 10, 2024 Hình khuyên   |                                |                                |
| 149                            | 29 tháng 3, 2025 Một phần      | 154                            | 21 tháng 9, 2025 Một phần      |                                |                                |